# Hersilia vanmoli
Hersilia vanmoli är en spindelart som beskrevs av Benoit 1971. Hersilia vanmoli ingår i släktet Hersilia och familjen Hersiliidae. Inga underarter finns listade i Catalogue of Life.